# Каплись
Каплись — река в России, протекает по Земетчинскому району Пензенской области. Левый приток реки Ленгас.

## География
Река Каплись берёт начало западнее посёлка Пашково. Течёт в северо-западном направлении через лиственные леса. Устье реки находится в 7 км от устья Ленгаса. Длина реки составляет 11 км.

## Данные водного реестра
По данным государственного водного реестра России, относится к Окскому бассейновому округу, водохозяйственный участок реки — Цна от города Тамбов и до устья, речной подбассейн реки — Мокша. Речной бассейн реки — Ока.
Код объекта в государственном водном реестре — 09010200312110000029942.